# Klaus Brodersen
Klaus Brodersen (* 12. August 1926 in Dessau; † 24. November 1997 in Erlangen) war ein deutscher Chemiker sowie Professor für anorganische und analytische Chemie an der Friedrich-Alexander Universität Erlangen-Nürnberg.

## Leben
Klaus Brodersen besuchte in seiner Heimatstadt Dessau das Realgymnasium und wurde von diesem 1944 mit dem Reifevermerk zum Kriegsdienst entlassen. Nach dem Krieg besuchte er bis März 1946 ein Eingangssemester an der Universität Kiel, das er mit der Reifeprüfung abschloss, was ihm, beginnend im Mai 1946, das Studium an der Universität Greifswald ermöglichte. Hatte er sich zuerst für Physik eingeschrieben, so wechselte er sehr bald zu Chemie und legte dort 1949 die Diplomprüfung ab. Er wurde im Januar 1951 bei Gerhart Jander in Greifswald über das Thema „Die Chemie in geschmolzenem Quecksilber(II)-bromid“ promoviert und verließ anschließend die sowjetische Besatzungszone endgültig. Er bezeichnete den Bruder seines Doktorvaters 1986 öffentlich in seiner Vorlesung als "einen harten Nazi, das konnte jeder wissen".
Bereits ab April 1949 hatte er sich in Westdeutschland um eine Anstellung als Unterrichts-Assistent am Chemischen Institut der Universität Tübingen bei Walter Rüdorff bemüht. Im Juni 1951 bestand er in Tübingen das Entnazifizierungsverfahren und verfasste hier seine erste Publikation aus Westdeutschland. In Tübingen habilitierte er sich im Juli 1959 im Fach „Anorganische und Analytische Chemie“ mit der Arbeit „Zur Konstitution der Quecksilber-Stickstoff-Verbindungen“.
Anschließend wurde Brodersen Privatdozent in Tübingen, bevor er zum 1. Oktober 1961 als Extraordinarius an die Technische Hochschule Aachen an das Institut für Anorganische und Elektrochemie unter der Leitung von Martin Schmeißer berufen wurde. Im Oktober 1964 nahm er einen Ruf auf das Ordinariat für Anorganische und Analytische Chemie an der Universität Erlangen-Nürnberg an und wurde zum Mitvorstand des dortigen Institutes für Anorganische Chemie bestellt. Trotz einiger Rufe an andere Universitäten blieb Brodersen bis zu seiner Emeritierung und darüber hinaus diesem Institut treu. Brodersen begründete die Tradition der Zaubervorlesung in Erlangen, die er 1995 an seinen Nachfolger Rudi van Eldik übergab.
Brodersens Forschungsschwerpunkte waren die Strukturchemie von Quecksilberverbindungen und die instrumentelle Analytik, wovon mehr als 130 Fachveröffentlichungen zeugen. Er ist Vater zweier Söhne, darunter der Althistoriker Kai Brodersen.